# A Conquista do Planeta dos Macacos
Conquest of the Planet of the Apes (no Brasil, em Portugal e nos PALOP, A Conquista do Planeta dos Macacos) é o quarto filme da série cinematográfica Planeta dos Macacos. O filme foi lançado em 1972, dirigido por J. Lee Thompson, estrelado por Roddy McDowall, Don Murray, Ricardo Montalban, Hari Rhodes e Natalie Trundy.

## Sinopse
18 anos após o terceiro filme, Armando apresenta a César, filho do Dr. Cornelius e da Dra. Zira, a terrível verdade: os macacos são escravos usados para serviços minoritários, como fazer as compras, servir mesas ou fazer faxina, e não têm respeito nem direitos assegurados. Irritado ao ver um macaco sendo tratado de forma violenta por policiais, César não se contém e brada de indignação. Armando, com a intenção de proteger César, se entrega como responsável pelo ato, e é levado para ser interrogado. Enquanto isso, César é integrado ao sistema e vendido a MacDonald como um macaco comum. Então ele vê como os macacos são maltratados e incentiva-os a se rebelarem contra os humanos.

## Seqüência e precedentes
O filme foi precedido por:
- O Planeta dos Macacos
- De Volta ao Planeta dos Macacos (br)/O Segredo do Planeta dos Macacos (pt)
- Fuga do Planeta dos Macacos

Teve uma sequência:
- Batalha do Planeta dos Macacos (br)/Batalha pelo Planeta dos Macacos (pt)